# Мокрецы (Федяковское сельское поселение)
Мокрецы — деревня в Кирово-Чепецком районе Кировской области в составе Федяковского сельского поселения.

## География
Расположена на расстоянии примерно 3 км на север-северо-запад от центра поселения села Шутовщина.

## История
Известна с 1671 года как Починок Съезжие избы подьячево Василья Сидорова с 3 дворами, в 1764 году (деревня Петра Лаженицына) 27 жителей, в 1802 2 двора. В 1873 году здесь (деревня Петра Лаженицына или Мокрецы) дворов 4 и жителей 33, в 1905 12 и 76, в 1926 (Мокрецовы или Петра Лаженицына) 22 и 96, в 1950 (Мокрецы) 25 и 158, в 1989 8 жителей. Настоящее название утвердилось с 1950 года. 

## Население
Постоянное население составляло 8 человек (русские 100%) в 2002 году, 16 в 2010.